# 王修身
王修身（1904年—1960年），字新民，河南项城丁集村人，国民革命军中将军长。

## 生平
赤贫无地家庭出身。父亲在外做手工活，母亲在家提篮卖线、串户要饭为生。13岁时当长工。1920年投冯玉祥第16混成旅当兵，西北军行伍出身，由士兵逐级提升为排、连、营、团、特务旅旅长。1930年中原大战后投中央军，随部编为梁冠英第25路军第32师第96旅任旅长。1933年梁冠英任第三十一军军长兼第32师师长。1936年5月梁冠英调任国民政府军事委员会中将高参，王修身升第32师师长。该师“虽非嫡系，但‘能打’、‘受调’，纪律较好，一般也不克扣军饷。”
抗战爆发后，1937年9月初第32师参加淞沪会战编入第15集团军固守柳杭阵地战，激战20余日全师最后只剩500人。9月16日蒋介石为其颁发嘉勉令。被国民政府授一等功。国民政府军事委员会及军政部没有撤消该师番号，补充兵员后转隶直鲁联军余脉第二十六军。1938年秋率第32师参加武汉会战在蕲春、广济、黄梅等地布防，阻敌西进。四望山战斗第32师第95团获国民政府特别嘉奖。武汉会战后第32师退守防守沙市及其外围各地，阻止沿汉宜公路西进的日军。师部设于沙市童家花园（现沙市三中），师长王修身兼任荆沙警备司令，会同湖北省第四区行政督察专员公署、国民党江陵县党部、三青团中央直属沙市分团部、第四督察区战时工作动员委员会等机关组成“荆沙民众训练委员会”，王修身兼任主任委员、专员金巨堂、沙市三青团主任萧伯勤等兼副主任务员，下设总队部（32师参谋李博文兼总队长），总队下设三个大队，大队下以保甲为单位设立若干中队具体办理组训事宜。该委员会首先办了保甲训练班，继后又办了一次妇女训练班(通过妓女获取情报）。1940年5月第五战区发动“夏季攻势”，长江上游江防部队被抽调北渡襄河，仅第二十六军3个师留守鄂中防线，日军发动突袭，第33集团军总司令张自忠奉命渡河阻击，在宜城南瓜店殉国。日军由荆门、当阳分两路进攻沙宜，第32师奉令渡江南撤，荆沙于1940年6月8日沦陷达五年之久。长江上游江防司令郭懺被撤职逮捕，羁押重庆土桥军事监狱。王修身师长也受到军纪处分，退守宜昌，在江南大桥曹家畈一带防守对峙半年。1942年4月27日交出基本部队升副军长，带职赴陆军大学将官班特八期学习。1945年在中央訓練團任职。
抗战胜利后调充第2军官总队总队长。1946年在陆军总司令部徐州司令部任部员。1948年10月郝鹏举余部暂编第23师（辖2旅6团）扩编为第一〇六军。为改造这支反复无常的杂牌，1948年11月1日蒋介石任命西北军出身的王修身为军长。1949年2月282师师长张奇带着部队起义。1949年4月渡江战役中，军部率部队南逃，被追歼于浙赣路附近地区，第192师覆灭，副军长曾纪瑞被俘。军长王修身率第281师及拨归该军指挥的第318师解景和部逃抵福州。福州军事会议决定撤销该军，部队编入第九十六军（军长于兆龙），王修身调第六兵团副司令官。拖到1949年8月福州战役开始也没编并。第318师投共接受人民解放军改编。其余部队逃往平潭岛，后撤至台湾并入212师。最后以国防部部员的身份退役。根据《西北军将领录》一书记载死于1960年。据《项城文史资料》记载，王修身在1993年仍在世。